# Yngve
Yngve ist ein skandinavischer männlicher Vorname.

## Herkunft und Bedeutung
Beim Namen Yngve handelt es sich um eine moderne Variante des Namens Yngvi, dessen Etymologie nicht endgültig geklärt ist. Folgende Herleitungen kommen in Frage:
- vom altgermanischen *Ingwian-: „der Ingwäone“[2]
- altnordische Variante von *Ingwaz:[2] altgermanische Variante des Götternamens Yngvi[3]
- junge Variante von Ingwin:[2] „Freund des Yngvi“[4]

Sicher ist ein Zusammenhang mit dem germanischen Element Ing, dessen genaue Übersetzung unbekannt ist. Möglich, jedoch nicht gesichert, ist eine Verbindung zu énchos „Lanze, Stab“, oder die Bedeutung „Vorfahr“.

## Verbreitung
Yngve ist in Schweden, Norwegen und Finnland als Vorname verbreitet. In Schweden war er vor allem in den 1920er und 1930er Jahren beliebt, in Norwegen erst in den 1970er Jahren.

## Varianten

### Männliche Varianten
- Altgermanisch: Ing
- Altnordisch: Yngvi
- Färöisch: Yngvi
- Isländisch: Ingvi, Yngvi
- Norwegisch: Ingve, Ingvi
- Schwedisch: Ingve, Ingvi, Yngwe, Yngvi

### Weibliche Varianten
- Dänisch: Yngva, Ingva
- Färöisch: Yngva
- Norwegisch: Yngva, Ingva
- Schwedisch: Yngva, Ingva

## Namensträger
- Yngve Torgny Brilioth (1891–1959), schwedischer lutherischer Theologe
- Yngve Brodd (1930–2016), schwedischer Fußballnationalspieler und -trainer
- Yngve Casslind (1932–1992), schwedischer Eishockeytorwart
- Yngve Ekström (1913–1988), schwedischer Möbeldesigner, Holzschnitzer und Architekt
- Yngve Gasoy-Romdal (* 1968), norwegischer Schauspieler und Sänger
- Yngve Larsson (1881–1977), schwedischer Politiker
- Yngve Leback (1948–2025), schwedischer Fußballnationalspieler
- Yngve Lindegren (1912–1990), schwedischer Fußballspieler
- Yngve Moe (1957–2013), norwegischer Bassist, Jazz- und Rock-Musiker sowie Komponist
- Yngve Rosqvist (1929–2004), schwedischer Ingenieur und Rennfahrer
- Yngve Sjöstedt (1866–1948), schwedischer Zoologe und Entomologe
- Yngve Sköld (1899–1992), schwedischer Komponist
- Yngve Stiernspetz (1887–1945), schwedischer Turner
- Yngve Jan Trede (1933–2010), dänischer Komponist, Cembalist und Pianist
- Yngve Zotterman (1898–1982), schwedischer Neurophysiologe

Zwischenname
- Sindre Yngve Walstad (* 1972), norwegischer Handballspieler